# WTA Finals
El Masters femení de tennis, conegut oficialment com a WTA Finals, és el torneig de tennis professional que es disputa anualment al final de cada temporada, amb la participació de les vuit millors jugadores individuals i les quatre millors parelles del rànquing mundial de la WTA. Actualment se celebra a finals d'octubre al Singapore Indoor Stadium de Singapur.

## Història
La primera edició del torneig es va disputar l'any 1971 a Texas sota el patrocini de Virginia Slims i amb el nom de Virginia Slims Championships. La següent edició es va traslladar a Boca Raton ja com a torneig de final de temporada. Tanmateix, entre 1975 i 1986 es va intercanviar de dates per celebrar-se al març com un torneig normal. Finalment, l'organització de la WTA va decidir instaurar el campionat de final d'any i el torneig va tornar als mesos d'octubre-novembre per tancar la temporada, això va provocar que el 1986 es disputés el torneig dues ocasions.
Durant aquests anys, el torneig es va celebrar en diverses ciutats del món com Nova York, Oakland, Múnic, Los Angeles i Madrid. Actualment se celebra a Doha i posteriorment es disputarà a Istanbul. També ha rebut els noms d'Avon Championships, Chase Championships, Sanex Championships i Home Depot Championships. A partir de 1994, el torneig va rebre el nom de WTA Tour Championships, i amb el patrocini de Sony Ericsson, rebé el nom alternatiu de Sony Ericsson Championships. Amb el trasllat a Singapur també va canviar de nom a WTA Finals, que amb el patrocini de BNP Paribas passà a anomenar-se BNP Paribas WTA Finals. A partir de 2019 es va disputar a la ciutat xinesa de Shenzhen a excepció de les edicions de 2020 i 2021 que es van veure afectades per la pandèmia de COVID-19, de manera que per les restriccions imposades pel govern xinès, l'edició de 2020 es va suspendre i l'edició de 2021 es va traslladar puntualment a Guadalajara (Mèxic).
Entre les edicions de 1984 i 1998, la final del torneig es disputava al màxim de cinc sets, sent l'únic torneig femení que disputava un partit a cinc sets.

## Seus
| Ciutat      | Anys        | Estadi                               | Superfície   |
| ----------- | ----------- | ------------------------------------ | ------------ |
| Houston     | 1971        | −                                    | −            |
| Boca Raton  | 1972 – 1973 | −                                    | Terra batuda |
| Los Angeles | 1974 – 1976 | −                                    | Moqueta      |
| Nova York   | 1977        | Madison Square Garden                | Moqueta      |
| Oakland     | 1978        | Oakland Colisseum                    | Moqueta      |
| Nova York   | 1979 – 2000 | Madison Square Garden                | Moqueta      |
| Múnic       | 2001        | Olympiahalle                         | Dura (i)     |
| Los Angeles | 2002 – 2005 | Staples Center                       | Dura (i)     |
| Madrid      | 2006 – 2007 | Madrid Arena                         | Dura (i)     |
| Doha        | 2008 – 2010 | Khalifa International Tennis Complex | Dura         |
| Istanbul    | 2011 – 2013 | Sinan Erdem Spor Salonu              | Dura (i)     |
| Singapur    | 2014 – 2018 | Singapore Indoor Stadium             | Dura (i)     |
| Shenzhen    | 2019 – 2020 | Shenzhen Bay Sports Center           | Dura (i)     |
| Guadalajara | 2021        | Panamerican Tennis Center            | Dura         |
| Fort Worth  | 2022        | Dickies Arena                        | Dura (i)     |
| Cancún      | 2023        | Estadio Paradisus                    | Dura         |
| Riad        | 2024 – 2026 | King Saud University Indoor Arena    | Dura         |

## Palmarès

### Individual femení
| Localització                 | Any                                               | Campiona                                          | Finalista                                         | Resultat                |
| ---------------------------- | ------------------------------------------------- | ------------------------------------------------- | ------------------------------------------------- | ----------------------- |
| WTA Finals                   |                                                   |                                                   |                                                   |                         |
| Riad                         |                                                   |                                                   |                                                   |                         |
| 2024                         | Coco Gauff                                        | Zheng Qinwen                                      | 3−6, 6−4, 7−6(2)                                  |                         |
| Cancún                       |                                                   |                                                   |                                                   |                         |
| 2023                         | Iga Świątek                                       | Jessica Pegula                                    | 6−1, 6−0                                          |                         |
| Fort Worth                   |                                                   |                                                   |                                                   |                         |
| 2022                         | Caroline Garcia                                   | Arina Sabalenka                                   | 7−6(4), 6−4                                       |                         |
| Guadalajara                  |                                                   |                                                   |                                                   |                         |
| 2021                         | Garbiñe Muguruza                                  | Anett Kontaveit                                   | 6−3, 7−5                                          |                         |
| Shenzhen                     |                                                   |                                                   |                                                   |                         |
| 2020                         | Torneig suspès a causa de la pandèmia de COVID-19 | Torneig suspès a causa de la pandèmia de COVID-19 | Torneig suspès a causa de la pandèmia de COVID-19 |                         |
| 2019                         | Ashleigh Barty                                    | Elina Svitòlina                                   | 6−4, 6−3                                          |                         |
| Singapur                     | 2018                                              | Elina Svitòlina                                   | Sloane Stephens                                   | 3−6, 6−2, 6−2           |
| Singapur                     | 2017                                              | Caroline Wozniacki                                | Venus Williams                                    | 6−4, 6−4                |
| Singapur                     | 2016                                              | Dominika Cibulková                                | Angelique Kerber                                  | 6−3, 6−4                |
| Singapur                     | 2015                                              | Agnieszka Radwańska                               | Petra Kvitová                                     | 6−2, 4−6, 6−3           |
| Singapur                     | 2014                                              | Serena Williams (5)                               | Simona Halep                                      | 6−3, 6−0                |
| WTA Tour Championships       |                                                   |                                                   |                                                   |                         |
| Istanbul                     | 2013                                              | Serena Williams                                   | Li Na                                             | 2−6, 6−3, 6−0           |
| Istanbul                     | 2012                                              | Serena Williams                                   | Maria Xaràpova                                    | 6−4, 6−3                |
| Istanbul                     | 2011                                              | Petra Kvitová                                     | Viktória Azàrenka                                 | 7−5, 4−6, 6−3           |
| Doha                         | 2010                                              | Kim Clijsters (3)                                 | Caroline Wozniacki                                | 6−3, 5−7, 6−3           |
| Doha                         | 2009                                              | Serena Williams                                   | Venus Williams                                    | 6−2, 7−6(4)             |
| Doha                         | 2008                                              | Venus Williams                                    | Vera Zvonariova                                   | 6−7, 6−0, 6−2           |
| Madrid                       | 2007                                              | Justine Henin (2)                                 | Maria Xaràpova                                    | 5−7, 7−5, 6−3           |
| Madrid                       | 2006                                              | Justine Henin                                     | Amélie Mauresmo                                   | 6−4, 6−3                |
| Los Angeles                  | 2005                                              | Amélie Mauresmo                                   | Mary Pierce                                       | 5−7, 7−6, 6−4           |
| Los Angeles                  | 2004                                              | Maria Xaràpova                                    | Serena Williams                                   | 4−6, 6−2, 6−4           |
| Los Angeles                  | 2003                                              | Kim Clijsters                                     | Amélie Mauresmo                                   | 6−2, 6−0                |
| Los Angeles                  | 2002                                              | Kim Clijsters                                     | Serena Williams                                   | 7−5, 6−3                |
| Múnic                        | 2001                                              | Serena Williams                                   | Lindsay Davenport                                 | Renúncia                |
| Nova York                    | 2000                                              | Martina Hingis (2)                                | Monica Seles                                      | 6−7, 6−4, 6−4           |
| Nova York                    | 1999                                              | Lindsay Davenport                                 | Martina Hingis                                    | 6−4, 6−2                |
| Nova York                    | 1998                                              | Martina Hingis                                    | Lindsay Davenport                                 | 7−5, 6−4, 4−6, 6−2      |
| Nova York                    | 1997                                              | Jana Novotna                                      | Mary Pierce                                       | 7−6, 6−2, 6−3           |
| Nova York                    | 1996                                              | Steffi Graf (5)                                   | Martina Hingis                                    | 6−3, 4−6, 6−0, 4−6, 6−0 |
| Nova York                    | 1995                                              | Steffi Graf                                       | Anke Huber                                        | 6−1, 2−6, 6−1, 4−6, 6−3 |
| Virginia Slims Championships |                                                   |                                                   |                                                   |                         |
| Nova York                    | 1994                                              | Gabriela Sabatini (2)                             | Lindsay Davenport                                 | 6−3, 6−2, 6−4           |
| Nova York                    | 1993                                              | Steffi Graf                                       | Arantxa Sánchez Vicario                           | 6−1, 6−4, 3−6, 6−1      |
| Nova York                    | 1992                                              | Monica Seles (3)                                  | Martina Navrátilová                               | 7−5, 6−3, 6−1           |
| Nova York                    | 1991                                              | Monica Seles                                      | Martina Navrátilová                               | 6−4, 3−6, 7−5, 6−0      |
| Nova York                    | 1990                                              | Monica Seles                                      | Gabriela Sabatini                                 | 6−4, 5−7, 3−6, 6−4, 6−2 |
| Nova York                    | 1989                                              | Steffi Graf                                       | Martina Navrátilová                               | 6−4, 7−5, 2−6, 6−2      |
| Nova York                    | 1988                                              | Gabriela Sabatini                                 | Pam Shriver                                       | 7−5, 6−2, 6−2           |
| Nova York                    | 1987                                              | Steffi Graf                                       | Gabriela Sabatini                                 | 4−6, 6−4, 6−0, 6−4      |
| Nova York                    | 1986 (nov.)                                       | Martina Navrátilová (8)                           | Steffi Graf                                       | 7−6, 6−3, 6−2           |
| Nova York                    | 1986 (març)                                       | Martina Navrátilová                               | Hana Mandlíková                                   | 6−2, 6−0, 3−6, 6−1      |
| Nova York                    | 1985                                              | Martina Navrátilová                               | Helena Sukova                                     | 6−3, 7−5, 6−4           |
| Nova York                    | 1984                                              | Martina Navrátilová                               | Chris Evert                                       | 6−3, 7−5, 6−1           |
| Nova York                    | 1983                                              | Martina Navrátilová                               | Chris Evert                                       | 6−2, 6−0                |
| Nova York                    | 1982                                              | Sylvia Hanika                                     | Martina Navrátilová                               | 1−6, 6−3, 6−4           |
| Nova York                    | 1981                                              | Martina Navrátilová                               | Andrea Jaeger                                     | 6−3, 7−6                |
| Nova York                    | 1980                                              | Tracy Austin                                      | Martina Navrátilová                               | 6−2, 2−6, 6−2           |
| Nova York                    | 1979                                              | Martina Navrátilová                               | Tracy Austin                                      | 6−3, 3−6, 6−2           |
| Oakland                      | 1978                                              | Martina Navrátilová                               | Evonne Goolagong                                  | 7−6, 6−4                |
| Nova York                    | 1977                                              | Chris Evert (4)                                   | Sue Barker                                        | 2−6, 6−1, 6−1           |
| Los Angeles                  | 1976                                              | Evonne Goolagong (2)                              | Chris Evert                                       | 6−3, 5−7, 6−3           |
| Los Angeles                  | 1975                                              | Chris Evert                                       | Martina Navrátilová                               | 6−4, 6−2                |
| Los Angeles                  | 1974                                              | Evonne Goolagong                                  | Chris Evert                                       | 6−3, 6−4                |
| Boca Raton                   | 1973                                              | Chris Evert                                       | Nancy Richey                                      | 6−3, 6−3                |
| Boca Raton                   | 1972                                              | Chris Evert                                       | Kerry Reid                                        | 7−5, 6−4                |

### Dobles femenins
| Any                          | Campiones                                         | Finalistes                                        | Resultat                                          |
| ---------------------------- | ------------------------------------------------- | ------------------------------------------------- | ------------------------------------------------- |
| WTA Finals                   |                                                   |                                                   |                                                   |
| 2024                         | Gabriela Dabrowski Erin Routliffe                 | Kateřina Siniaková Taylor Townsend                | 7−5, 6−3                                          |
| 2023                         | Laura Siegemund Vera Zvonariova                   | Nicole Melichar-Martinez Ellen Perez              | 6−4, 6−4                                          |
| 2022                         | Veronika Kudermétova Elise Mertens                | Barbora Krejčíková Kateřina Siniaková             | 6−2, 4−6, [11−9]                                  |
| 2021                         | Barbora Krejčíková Kateřina Siniaková             | Hsieh Su-wei Elise Mertens                        | 6−3, 6−4                                          |
| 2020                         | Torneig suspès a causa de la pandèmia de COVID-19 | Torneig suspès a causa de la pandèmia de COVID-19 | Torneig suspès a causa de la pandèmia de COVID-19 |
| 2019                         | Tímea Babos Kristina Mladenovic (2)               | Hsieh Su-wei Barbora Strýcová                     | 6−1, 6−3                                          |
| 2018                         | Tímea Babos Kristina Mladenovic                   | Barbora Krejčíková Kateřina Siniaková             | 6−4, 7−5                                          |
| 2017                         | Tímea Babos Andrea Hlaváčková                     | Kiki Bertens Johanna Larsson                      | 4−6, 6−4, [10−5]                                  |
| 2016                         | Iekaterina Makàrova Ielena Vesninà                | Bethanie Mattek-Sands Lucie Šafářová              | 7−6(5), 6−3                                       |
| 2015                         | Martina Hingis Sania Mirza                        | Carla Suárez Navarro Garbiñe Muguruza             | 6−0, 6−3                                          |
| 2014                         | Cara Black Sania Mirza                            | Hsieh Su-Wei Peng Shuai                           | 6−1, 6−0                                          |
| WTA Tour Championships       |                                                   |                                                   |                                                   |
| 2013                         | Hsieh Su-Wei Peng Shuai                           | Iekaterina Makàrova Ielena Vesninà                | 6−4, 7−5                                          |
| 2012                         | Maria Kirilenko Nàdia Petrova                     | Andrea Hlavacková Lucie Hradecká                  | 6−1, 6−4                                          |
| 2011                         | Liezel Huber Lisa Raymond                         | Květa Peschke Katarina Srebotnik                  | 6−4, 6−4                                          |
| 2010                         | Gisela Dulko Flavia Pennetta                      | Květa Peschke Katarina Srebotnik                  | 7−5, 6−4                                          |
| 2009                         | Núria Llagostera Vives M.J. Martínez Sánchez      | Cara Black Liezel Huber                           | 7−6(0), 5−7, [10−7]                               |
| 2008                         | Cara Black Liezel Huber (2)                       | Kveta Peschke Rennae Stubbs                       | 6−1, 7−5                                          |
| 2007                         | Cara Black Liezel Huber                           | Katarina Srebotnik Ai Sugiyama                    | 5−7, 6−3, [10−8]                                  |
| 2006                         | Lisa Raymond Samantha Stosur (2)                  | Cara Black Liezel Huber                           | 3−6, 6−3, 6−3                                     |
| 2005                         | Lisa Raymond Samantha Stosur                      | Cara Black Liezel Huber                           | 6−7, 7−5, 6−4                                     |
| 2004                         | Nàdia Petrova Meghann Shaughnessy                 | Cara Black Liezel Huber                           | 7−5, 6−2                                          |
| 2003                         | Virginia Ruano Pascual Paola Suarez               | Kim Clijsters Ai Sugiyama                         | 6−4, 3−6, 6−3                                     |
| 2002                         | Ielena Deméntieva Janette Husarova                | Cara Black Ielena Likhovtseva                     | 4−6, 6−4, 6−3                                     |
| 2001                         | Lisa Raymond Rennae Stubbs                        | Cara Black Ielena Likhovtseva                     | 7−5, 3−6, 6−3                                     |
| 2000                         | Martina Hingis Anna Kúrnikova (2)                 | Nicole Arendt Manon Bollegraf                     | 6−2, 6−3                                          |
| 1999                         | Martina Hingis Anna Kúrnikova                     | Arantxa Sánchez Vicario Larisa Neiland            | 6−4, 6−4                                          |
| 1998                         | Lindsay Davenport Nataixa Zvéreva                 | Alexandra Fusai Nathalie Tauziat                  | 6−7, 7−5, 6−3                                     |
| 1997                         | Lindsay Davenport Jana Novotna                    | Alexandra Fusai Nathalie Tauziat                  | 6−7, 6−3, 6−2                                     |
| 1996                         | Lindsay Davenport Mary Joe Fernández              | Jana Novotna Arantxa Sánchez Vicario              | 6−3, 6−2                                          |
| 1995                         | Jana Novotna Arantxa Sánchez Vicario              | Gigi Fernández Nataixa Zvéreva                    | 6−2, 6−1                                          |
| Virginia Slims Championships |                                                   |                                                   |                                                   |
| 1994                         | Gigi Fernández Nataixa Zvéreva (2)                | Jana Novotna Arantxa Sánchez Vicario              | 6−3, 6−7, 6−3                                     |
| 1993                         | Gigi Fernández Nataixa Zvéreva                    | Jana Novotná Larisa Neiland                       | 6−3, 7−5                                          |
| 1992                         | Arantxa Sánchez Vicario Helena Sukova             | Jana Novotná Larisa Neiland                       | 7−6, 6−1                                          |
| 1991                         | Martina Navrátilová Pam Shriver (10)              | Gigi Fernández Jana Novotná                       | 4−6, 7−5, 6−4                                     |
| 1990                         | Kathy Jordan Elizabeth Smylie                     | Mercedes Paz Arantxa Sánchez Vicario              | 7−6, 6−4                                          |
| 1989                         | Martina Navrátilová Pam Shriver                   | Larisa Neiland Nataixa Zvéreva                    | 6−3, 6−2                                          |
| 1988                         | Martina Navrátilová Pam Shriver                   | Larisa Neiland Nataixa Zvéreva                    | 6−3, 6−4                                          |
| 1987                         | Martina Navrátilová Pam Shriver                   | Claudia Kohde-Kilsch Helena Suková                | 6−1, 6−1                                          |
| 1986 (nov.)                  | Martina Navrátilová Pam Shriver                   | Claudia Kohde-Kilsch Helena Suková                | 1−6, 6−1, 6−1                                     |
| 1986 (març)                  | Hana Mandlikova Wendy Turnbull                    | Claudia Kohde-Kilsch Helena Suková                | 6−4, 6−7, 6−3                                     |
| 1985                         | Martina Navrátilová Pam Shriver                   | Claudia Kohde-Kilsch Helena Suková                | 6−7, 6−4, 7−6                                     |
| 1984                         | Martina Navrátilová Pam Shriver                   | Jo Durie Ann Kiyomura                             | 6−3, 6−1                                          |
| 1983                         | Martina Navrátilová Pam Shriver                   | Claudia Kohde-Kilsch Eva Pfaff                    | 7−5, 6−2                                          |
| 1982                         | Martina Navrátilová Pam Shriver                   | Kathy Jordan Anne Smith                           | 6−4, 6−3                                          |
| 1981                         | Martina Navrátilová Pam Shriver                   | Barbara Potter Sharon Walsh                       | 6−0, 7−6                                          |
| 1980                         | Billie Jean King Martina Navrátilová              | Rosemary Casals Wendy Turnbull                    | 6−3, 4−6, 6−3                                     |
| 1979                         | Francoise Durr Betty Stove                        | Sue Barker Ann Kiyomura                           | 7−6, 7−6                                          |
| 1978                         | No celebrat                                       | No celebrat                                       | No celebrat                                       |
| 1977                         | No celebrat                                       | No celebrat                                       | No celebrat                                       |
| 1976                         | No celebrat                                       | No celebrat                                       | No celebrat                                       |
| 1975                         | No celebrat                                       | No celebrat                                       | No celebrat                                       |
| 1974                         | Rosie Casals Billie Jean King (2)                 | Francoise Durr Betty Stove                        | 6−1, 6−7, 7−5                                     |
| 1973                         | Rosie Casals Margaret Court Smith                 | Francoise Durr Betty Stove                        | 6−2, 6−4                                          |
| 1972                         | No celebrat                                       | No celebrat                                       | No celebrat                                       |